# Die lebende Tote
Die lebende Tote er en tysk stumfilm fra 1919 af Rudolf Biebrach.

## Medvirkende
- Henny Porten som Eva von Redlich
- Paul Bildt som von Redlich
- Ernst Dernburg
- Hans von Zedlitz som Karl Lanza
- Elsa Wagner som Brigitte